# Gilberto Beneyto
Gilberto Beneyto Bornay (Las Palmas de Gran Canaria, España, 12 de febrero de 1927 - 14 de julio de 1997) fue un futbolista español que se desempeñaba como centrocampista.

## Clubes
| Club             | País   | Año       |
| ---------------- | ------ | --------- |
| C. D. Málaga     | España | 1949-1951 |
| U. D. Las Palmas | España | 1951-1960 |